# Encore plus de mystères de l'Ouest
 (juin 2015).
Si vous disposez d'ouvrages ou d'articles de référence ou si vous connaissez des sites web de qualité traitant du thème abordé ici, merci de compléter l'article en donnant les références utiles à sa vérifiabilité et en les liant à la section « Notes et références ».
Série
Le Retour des mystères de l'Ouest
(1979)
Pour plus de détails, voir Fiche technique et Distribution.
Encore plus de mystères de l'Ouest (More Wild Wild West) est un téléfilm américain de Burt Kennedy diffusé en 1980.
Inspiré de la série Les Mystères de l'Ouest (1965-1969), il est la suite du téléfilm Le Retour des mystères de l'Ouest (1979).

## Synopsis
Les deux anciens meilleurs agents du gouvernement, James T. West et Artemus Gordon, doivent une nouvelle fois reprendre du service pour arrêter le responsable des attentats qui ont été commis dans les capitales européennes.

## Fiche technique
- Titre original : More Wild Wild West
- Titre français : Encore plus de mystères de l'Ouest
- Réalisation : Burt Kennedy
- Scénario : William Bowers et Tony Kayden
- Direction artistique : Albert Heschong
- Décors : Warren Welch
- Costumes : Carl Garrison et Vou Lee Giokaris
- Photographie : Chuck Arnold
- Montage : Michael McCroskey
- Musique : Jeff Alexander
- Production : Robert L. Jacks
  - Production exécutive : Jay Bernstein
- Société de production : CBS Television Network
- Société de distribution : CBS Television Network
- Pays d'origine :  États-Unis
- Langue : Anglais
- Format :  Couleurs - 35 mm (Panavision) - 1,33:1 - son mono
- Durée : 96 minutes
- Genre : Western

## Distribution
- Robert Conrad (VF : Jacques Thébault) : James T. West
- Ross Martin (VF : Roger Rudel) : Artemus Gordon
- Jonathan Winters (VF : Jacques Ferrière) : Albert Paradine II
- Harry Morgan (VF : Serge Bourrier) : Robert T. Malone
- René Auberjonois (VF : Jean-Pierre Leroux) : Sir David Edney
- Randi Brough (VF : Danièle Hazan) : Yvonne
- Candi Brough : Daphne
- Victor Buono (VF : Roger Lumont) : Dr Henry Messenger
- Liz Torres (VF : Thamila Mesbah) : Juanita
- Emma Samms : Mirabelle Merriwether
- Dave Madden (VF : Yves Barsacq) : l'ambassadeur allemand